# Ворріер-Ран (Пенсільванія)
Ворріер-Ран (англ. Warrior Run) — місто (англ. borough) в США, в окрузі Лузерн штату Пенсільванія. Населення — 527 осіб (2020).

## Географія
Ворріер-Ран розташований за координатами 41°11′16″ пн. ш. 75°57′2″ зх. д. / 41.18778° пн. ш. 75.95056° зх. д. (41.187830, -75.950513).  За даними Бюро перепису населення США в 2010 році місто мало площу 1,94 км², уся площа — суходіл.

## Демографія
Згідно з переписом 2010 року, у селищі мешкали 584 особи в 238 домогосподарствах у складі 159 родин. Густота населення становила 301 особа/км².  Було 272 помешкання (140/км²).
Расовий склад населення:
| - 97,4 % — білих - 0,2 % — азіатів |

До двох чи більше рас належало 2,4 %. Частка іспаномовних становила 1,5 % від усіх жителів.
За віковим діапазоном населення розподілялося таким чином: 22,8 % — особи молодші 18 років, 62,1 % — особи у віці 18—64 років, 15,1 % — особи у віці 65 років та старші. Медіана віку мешканця становила 41,2 року. На 100 осіб жіночої статі у селищі припадало 91,5 чоловіків;  на 100 жінок у віці від 18 років та старших — 92,7 чоловіків також старших 18 років.
Середній дохід на одне домашнє господарство  становив 54 865 доларів США (медіана — 37 321), а середній дохід на одну сім'ю — 67 561 долар (медіана — 45 938). Медіана доходів становила 40 139 доларів для чоловіків та 28 750 доларів для жінок. За межею бідності перебувало 11,8 % осіб, у тому числі 5,5 % дітей у віці до 18 років та 16,5 % осіб у віці 65 років та старших.
Цивільне працевлаштоване населення становило 274 особи. Основні галузі зайнятості: освіта, охорона здоров'я та соціальна допомога — 23,4 %, виробництво — 15,3 %, роздрібна торгівля — 11,7 %, транспорт — 9,1 %.